# قره-شورا (شهرستان آلای)
قره-شورا (به لاتین: Kara-Shoro) یک روستا در قرقیزستان است که در استان اوش واقع شده‌است. قره-شورا ۱٬۴۵۵ نفر جمعیت دارد و ۱٬۴۸۲ متر بالاتر از سطح دریا واقع شده‌است.